# 포항 보경사 적광전 소조비로자나삼존불좌상
포항 보경사 적광전 소조비로자나삼존불좌상(浦項 寶鏡寺 寂光殿 塑造毘盧遮那三尊佛坐像)은 대한민국 경상북도 포항시 북구 송라면, 보경사에 있는 조선시대의 불상이다. 2018년 2월 22일 경상북도의 유형문화재 제514호로 지정되었다.

## 지정 사유
이 불상은 흙으로 성형되어 여러 겹의 천으로 싸인 후 도금(鍍金)된 삼존(三尊)의 불상이다. 좌상(坐像)의 비로자나불상을 중심으로 좌우에 입상(立像)의 문수보살상과 보현보살상이 시립(侍立)한 비로자나삼존상은 많이 남아 있지 않아 희소성이 있다.
비록, 여러 번의 중수(重修)와 보수 시에 두껍게 도포된 도금, 카슈칠 등으로 원상(原狀)이 가려져 있고, 정확한 고증이 따르지 않은 도금과 채색으로 인해 훼손된 부분이 있지만, 신라 통일기의 불상양식을 계승한 고려 전반기의 작풍을 보여주며 우아한 조형성을 갖고 있어 학술적·예술적인 가치를 지니고 있다.

## 참고 문헌
- 포항 보경사 적광전 소조비로자나삼존불좌상 - 국가유산청 국가유산포털